# Modale
Modale és una població dels Estats Units a l'estat d'Iowa. Segons el cens del 2000 tenia 303 habitants.

## Demografia
Segons el cens del 2000, Modale tenia 303 habitants, 139 habitatges, i 89 famílies. La densitat de població era de 108,3 habitants/km².
Dels 139 habitatges en un 25,2% hi vivien nens de menys de 18 anys, en un 56,1% hi vivien parelles casades, en un 5,8% dones solteres, i en un 35,3% no eren unitats familiars. En el 34,5% dels habitatges hi vivien persones soles el 17,3% de les quals corresponia a persones de 65 anys o més que vivien soles. El nombre mitjà de persones vivint en cada habitatge era de 2,18 i el nombre mitjà de persones que vivien en cada família era de 2,74.
Per edats la població es repartia de la següent manera: un 22,1% tenia menys de 18 anys, un 7,3% entre 18 i 24, un 26,4% entre 25 i 44, un 25,1% de 45 a 60 i un 19,1% 65 anys o més.
L'edat mediana era de 41 anys. Per cada 100 dones de 18 o més anys hi havia 96,7 homes.
La renda mediana per habitatge era de 34.688 $ i la renda mediana per família de 39.432 $. Els homes tenien una renda mediana de 30.417 $ mentre que les dones 22.500 $. La renda per capita de la població era de 19.111 $. Entorn del 6,7% de les famílies i el 10% de la població estaven per davall del llindar de pobresa.

## Poblacions més properes
El següent diagrama mostra les poblacions més properes.